# Vigilanti Cura
Vigilanti Cura (Latijn voor Met waakzame zorg) was een encycliek, uitgevaardigd door paus Pius XI op 29 juni 1936, die als onderwerp de filmindustrie had. De encycliek was gericht aan het Amerikaanse episcopaat, maar was uiteindelijk bedoeld voor de gehele katholieke wereld.

## Voorgeschiedenis
In de ogen van de katholieke kerk was de opkomst van de film een uitstekend middel om het geloof te verkondigen. De commercialisering van de film, waarbij thema’s als liefde, seks, oorlog en geweld de boventoon voerden stuitte echter al snel op weerstand en in de Verenigde Staten was de roep om controle groot. Aanvankelijk ging deze vorm van zelfregulering uit van de filmmakers zelf, maar op initiatief van de Amerikaanse bisschoppen onder aanvoering van de aartsbisschop van Cincinnati, John T. McNicholas, werd in 1933 het Legion of Decency (Legioen van Deugd) opgericht. Hoewel het van oorsprong een samenwerkingsverband was van katholieke, protestante en Joodse geestelijken ging het legioen vanaf april 1934 alleen uit van de katholieke kerk. Films die in de jaren 1933,1934 werden verboden waren o.a. "Design for Living" (een film over een driehoeksverhouding), "Men in White" (een film met Clark Gable, waarin een buitenechtelijke relatie en abortus voorkwamen) en "The Scarlet Empress" (een film met Marlene Dietrich over het leven van Catharina II van Rusland).

## Encycliek
Hoewel Pius XI zijn waardering uitte over de wijze waarop zij hun taken uitvoerden, riep hij de geestelijkheid op om waakzaam te blijven. Het medium film leek immers meer en meer van het rechte pad te geraken waardoor de moraal en het geloof op het spel stonden. De paus herinnerde eraan dat hij meerdere malen erop gewezen had, dat de film een vorm van propaganda was voor educatie en opvoeding. Hoewel de filmindustrie in de Verenigde Staten zelf al opgeroepen had tot beschermingsmaatregelen, waren publieke voorstellingen van niet-gewenste films gewoon doorgegaan.
Pius wees erop, dat de oprichting van het Legion of Decency nooit bedoeld was om de doodsteek toe te brengen aan de filmindustrie (onder meer door de beperking van de artistieke vrijheid), maar om hem te beschermen tegen moreel verval. Door het legioen was kwaliteit gewaarborgd, waardoor ook de bezoekersaantallen toenamen.
Niet ontkend mocht worden dat de film een nieuwe vorm van amusement had geïntroduceerd, voor een groot publiek. In het bijzonder de jeugd liep echter het risico zich te willen vereenzelvigen met wat zij zag en hoorde; slechte films leiden verlangens van lust, misdaad op en zouden de ware liefde vernietigen. Goede films zouden echter oproepen tot heroïsch handelen.
Pius XI riep de bisschoppen op alert te blijven op de films die uitkwamen. Hij stelde voor een lijst samen te stellen waarop de geclassificeerde films zouden voorkomen, die niet alleen belang was voor de Amerikaanse markt maar ook daarbuiten. Ook adviseerde de paus mensen in dienst te nemen die bekend waren met de technische aspecten van de film, maar ook met de christelijke leer. Hiervoor werden priesters voorgesteld die zouden vallen onder de jurisdictie van de bisschoppen.

## Nasleep
In Nederland was sinds 1929 de Katholieke Film Centrale actief, die tot aan 1968 een eigen filmkeuring organiseerde. Een gelijke organisatie was in Vlaanderen actief. Vooral de activiteiten van de Vlaamse katholieken vond veel waardering in het Vaticaan; zij erkende Brussel in 1933 als centrum van de internationale filmbeweging, de OCIC (Organisation Catholique Internationale du Cinéma).
Op 8 september 1957 publiceerde paus Pius XII de encycliek Miranda prorsus, die ook inging op de invloed van massamedia. Naast het voortzetten van de controle op films riep hij op tot soortgelijke controles voor radio en televisie. Daartoe had hij al in 1948 de zogenaamde Pauselijke Commissie voor de Kerkelijke Beoordeling van Films over Religieuze of Morele Onderwerpen in het leven geroepen. Deze commissie zou later opgaan in de Pauselijke Raad voor de Sociale Communicatiemiddelen.